# Stavarsjön (Sidensjö socken, Ångermanland)
Stavarsjön är en sjö i Örnsköldsviks kommun i Ångermanland och ingår i Nätraåns huvudavrinningsområde. Sjön har en area på 0,592 kvadratkilometer och ligger 221,2 meter över havet. Sjön avvattnas av vattendraget Stavarsjöbäcken. Vid provfiske har bland annat abborre, gers, gädda och lake fångats i sjön.

## Delavrinningsområde
Stavarsjön ingår i det delavrinningsområde (703192-162147) som SMHI kallar för Utloppet av Stavarsjön. Medelhöjden är 253 meter över havet och ytan är 4,15 kvadratkilometer. Räknas de 2 avrinningsområdena uppströms in blir den ackumulerade arean 6,32 kvadratkilometer. Stavarsjöbäcken som avvattnar avrinningsområdet har biflödesordning 2, vilket innebär att vattnet flödar genom totalt 2 vattendrag innan det når havet efter 39 kilometer. Avrinningsområdet består mestadels av skog (74 procent). Avrinningsområdet har 0,59 kvadratkilometer vattenytor vilket ger det en sjöprocent på 14,1 procent.

## Fisk
Vid provfiske har följande fisk fångats i sjön:
- Abborre
- Gärs
- Gädda
- Lake
- Nors
- Siklöja